# Thylacoleo crassidentatus
Espèce
Thylacoleo crassidentatus est une espèce fossile de marsupiaux de la famille, également éteinte, des Thylacoleonidae.

## Fossile
Des fossiles de cette espèce ont été trouvés près de la ville de Chinchilla dans le Queensland (faune locale de Chinchilla) et d'autres sédiments du Pliocène dans l'est de l'Australie.

### Publication originale
- (en) Alan Bartholomai, « A new species of Thylacoleo and notes on some caudal vertebrae of Palorchestes azael », Memoirs of the Queensland Museum, Brisbane, Queensland Museum (d), vol. 14, no 2,‎ 1962, p. 33-40 (ISSN 0079-8835 et 2204-1478, OCLC 1362342, 985513980 et 606437228, lire en ligne).